# أوغست هادامارد
أوغست هادامارد (ولد 02 ديسمبر 1823 في ميتز  وتوفي في ). دائرة الاولى 1 باريس سنة 1889 يوم 9 فيفري، وهو رسام فرنسي .

## سيرة شخصية
كان ابنًا لاب طابع ، وكان مقدرًا له أن يرسم ويدرس، مثل مواطنه جان اوغست مارك ، تحت إشراف المعلم الباريسي بول ديلاروش . عرض أوغست هادمار في صالون باريس عام 1846. وعلى وجه الخصوص، يقدم " الطريق السويسري " و واحد " أغنية المساء ». ونعرف أيضًا بعض المشاهد الشرقية والصور الشخصية  والمناظر الطبيعية والمشاهد التاريخية.

## يعمل
- طريق سويسرا، يناير 1871 ، زيت على قماش، صالون 1885، باريس.
- صورة الإمبراطورة أوجيني ( زيت على قماش )، متحف روان للفنون الجميلة.[6]
- صورة نابليون الثالث ( زيت على قماش )، متحف روان للفنون الجميلة.[6]
- عاش هنري الرابع ( قلم، حبر أسود، غسيل )، متحف باو للفنون الجميلة.[7]

## روابط خارجية
- - Musée d'Orsay
  - (de + en) Artists of the World Online
  - (en) Bénézit
  - (en) British Museum
  - (nl + en) RKDartists
  - (en) Union List of Artist Names
- VIAF
- ISNI
- BnF (données)
- IdRef
- LCCN
- GND
- Espagne
- Belgique
- Pays-Bas
- Pologne
- NUKAT
- WorldCat